# 賈易
贾易（?—?），字明叔。宋无为县人。
七岁丧父，其母彭氏靠纺绩養大。嘉祐六年（1061年）進士，任常州司法参军。元祐初年，为太常丞兵部员外郎，徙官左司谏。朱光庭、賈易等人曾藉故指控蘇軾對先帝不敬，這時呂陶、上官均挺身而出為蘇軾辯護，史稱蜀洛黨爭。

## 延伸阅读
[在维基数据编辑]
 《宋史·卷355》，出自脱脱《宋史》